# Coveniella poecilophlebia
Coveniella poecilophlebia là một loài thực vật có mạch trong họ Dryopteridaceae. Loài này được (Hook.) Tindale miêu tả khoa học đầu tiên năm 1986.